# Волошиново
Волоши́ново (до 1939 року Волошинова Воля) — село Самбірського району Львівської області.
Рішення про перейменування села Волошинове на село Волошиново прийняла Львівська обласна рада 19.09.1989 р. Дата опублікування 01.10.1989 р. («Відомості Верховної Ради України» № 43, стор.617).
Село розташоване на території південно-західної частини Львівської області, у передгір'ї Карпат (Верхньодністровські Бескиди), на відстані 17 км від центру громади Старого Самбора, 31 км від районного центру м. Самбора, 104 км від м. Львова. До Волошинівської сільської ради належить також село Росохи. Річка Яблунька, яка витікає з Волошиново, є лівою притокою Дністра та впадає в нього поблизу Старого Самбора.

## Історія
Перша згадка: 16 ст. [Історія міст і сіл УРСР : Львівська область. – К. : ГРУРЕ, 1968 р.].
При перевірці в 1557 р. с. Волошинове вказано, що в ньому сиділи князь і два чоловіки, які поки що мало викопали землі.
За легендою село заснували волохи, які торгували худобою. Переганяючи стада биків до Перемишля, вони загубили їх у лісах та пообіцяли збудувати церкву на місці, де буде знайдено їхню худобу. Знайшовши биків, волохи виконали свою обіцянку — збудували церкву. Деякі з будівельників поселилися в даній місцевості, заснувавши село Волошиново. На гербі села з давніх-давен зображено голову бика. Село розвивалося, у селі нараховувалося 700 дворів, але після великого «мору», напевне епідемії чуми, залишилося декілька дворів. Згодом село поступово відродилось.
Нова дерев'яна церква була збудована на місці, куди впав хрест під час пожежі старої церкви: за пожертву вихідця з села, шляхтича руського Іллі Половчака-Яворського, в 1892 році збудовано храм Святого Архистратига Михаїла. Про це засвідчує таблиця, вмурованана у стіну всередині церкви (зліва при вході). Храм мурувався навколо старої дерев'яної церкви та діє донині. Належить парафії ПЦУ. Настоятель — митр. прот. Мирон Гаврик.
«Словник географічний Королівства Польського» пише:  
         ВОЛОШИНОВА- село повіту  Староміського, 15 км на захід від Старого Міста (суд повітовий і уряд поштовий). На півн. зах. лежать Росохи і Лібухова, на півн. сх. — Білич, на півд. -  Лаврів і Нанчулька Велика (зараз Велика Лінина), на південний зах. — Тиха, на півд. сх. починається потік Лисівка і пливе серединою обшару на півн. зах. до Росохів, у  долині цього потоку лежить забудова села. На пд. .зх . лежить ліс Кічера (624 м.), на північ — гора Волошинова (635 м.) Власність панська становить: рілля орна 39, луки і городи 11, пасовища 26, ліс 691 морг (морг-056га). Власність селянська становить: рілля орна 1528, луки та городи 174, пасовища 222, ліс 253 морги. У році 1890 було 133 хати, 737 мешканців у селі (719 греко-католиків — Русинів, 18 ізраїльтянів — німців. Парафія римо-католицька у Старій Солі, греко-католицька на місці, деканат Староміський, дієцезія Перемиська. У селі є церква, школа однокласова, сільська позичкова каса з капіталом 1143 злотих ринських (місячна заробітна плата висококваліфікованого працівника — 10 зл. рин.). У часи Речі Посполитої село належало до маєтків краю гвоздецького, в економії самбірській. У люстрації економії з року 1686 (рукопис бібліотеки Оссолінського, (зараз Львів, бібліотека ім. Стефаника),  № 1255, ст..203) читаємо: (Це село має ланів 29, ланів князьких -2, священика — пів лану. Чинші (податки) на святого Мартина: жировщизна, сторожове, кухонне, судовий збір, овес, кури, гуси, дрова до жупи (виварування солі), також всі видатки з кожного лану, так як в Стрільбичах. Із залишених ланів для косіння платять з кожного по 6 злотих. Священик платить чиншу з церковного 10зл. і 11грош. Війтове з хат, багато їх є, платять  з кожної по 24 гроші. Чинш на святого Войтеха: сторожове, кухонне, за ягнята і рябчики, десятину вівса так як в Стрільбичах, ягня на Різдво дають і яйця з лану як у Біличах. Війтівство тримають у цьому селі Волошиновці (на яке право не показали)). В інвентарі з року1760 (рукопис Осолінського № 1632 ст.226) читаємо: (Це село осіло на 28,5 ланах. Videlicet сінокосів ланів — 9, тих яких косять — 12, залишених — 7,5, зокрема, князівських — 2, попівських — 0,5. Chlebuika ad praesens   знаходиться  61. Чинш цього села становить 521 злотий 11 грош. Опікуном війтівства цього села Єгомость пан Йозеф Пюрковські і Маріанна Кобельніцка (подружжя), … якого платити повинні щорічно до каси економічної чиншу 600 зл., двома ратами (частинами) на св.  Войтеха 300 зл. і на св. Мартина — 300зл. … повинності цього села: з кожного лану сінного надають до фільварку жупи Старосільської 1 плуг з бороною, одного косаря  і женця одного. Дороги до села Білич підтримують. На послуги всілякі скарбові, за вимогою жупи, ходять. Річні дрова з кожного лану дають колотого 2, крокв — 1, лат — 2, брус — 1, …дерево кісткове, гонт — 2 копи. Сторожове платять за весь рік до Старої Солі 9 злотих. Ліси цього села: ліс від Білича і Леніни, який називається Тин, ялицевий і смерековий. Ліс від Нанчульки  Лаврської (Соснівки), який називається Грубий, ясеновий. Ліс від Нальчульки і Тихої називається Грабовий. Ліс від Росох називається Яблуньки, ліс від Любохори називається Гнила. Жаліються піддані цього села, що їх Мосць шляхта з Лібухори, Росох, також ксьондзи василіани лаврські, також війтівство волошиновське, ґрунти і луки відбирають, пасовиська випасають, у тому адміністрація має дати протекцію. До війтівства, згідно давніх повинностей, мають гній возити, толоки відбувати змушені). Опис села поданий у Naukovym  Sbornyku ,1866 р. ст..324                                                                  Lu.Dz.
Ludwik Dziedzicki* (1844—1903)[6] — profesor ze Lwowa, stały współpracownik redakcji Słownika. Opracował artykuły o Przemyślu i Rudkach, Wołczkowcach, Wołczuchach, Olesku.
Wołoszynowa w Słowniku geograficznym Królestwa Polskiego. T. XIII Strona 904,: Warmbrun — Worowo. Warszawa 1893.

Згідно Перипису місцевості Речі Посполитої повіту Старий Самбір 30.09.1921 року в селі Волошиново було:
Будинків - 147, людність - 850 із них чоловіків - 418, жінок - 432.  Грекокатоликів - 836, мойшевого визнання- 14.
Народність: русинська - 836, жидівська - 14.

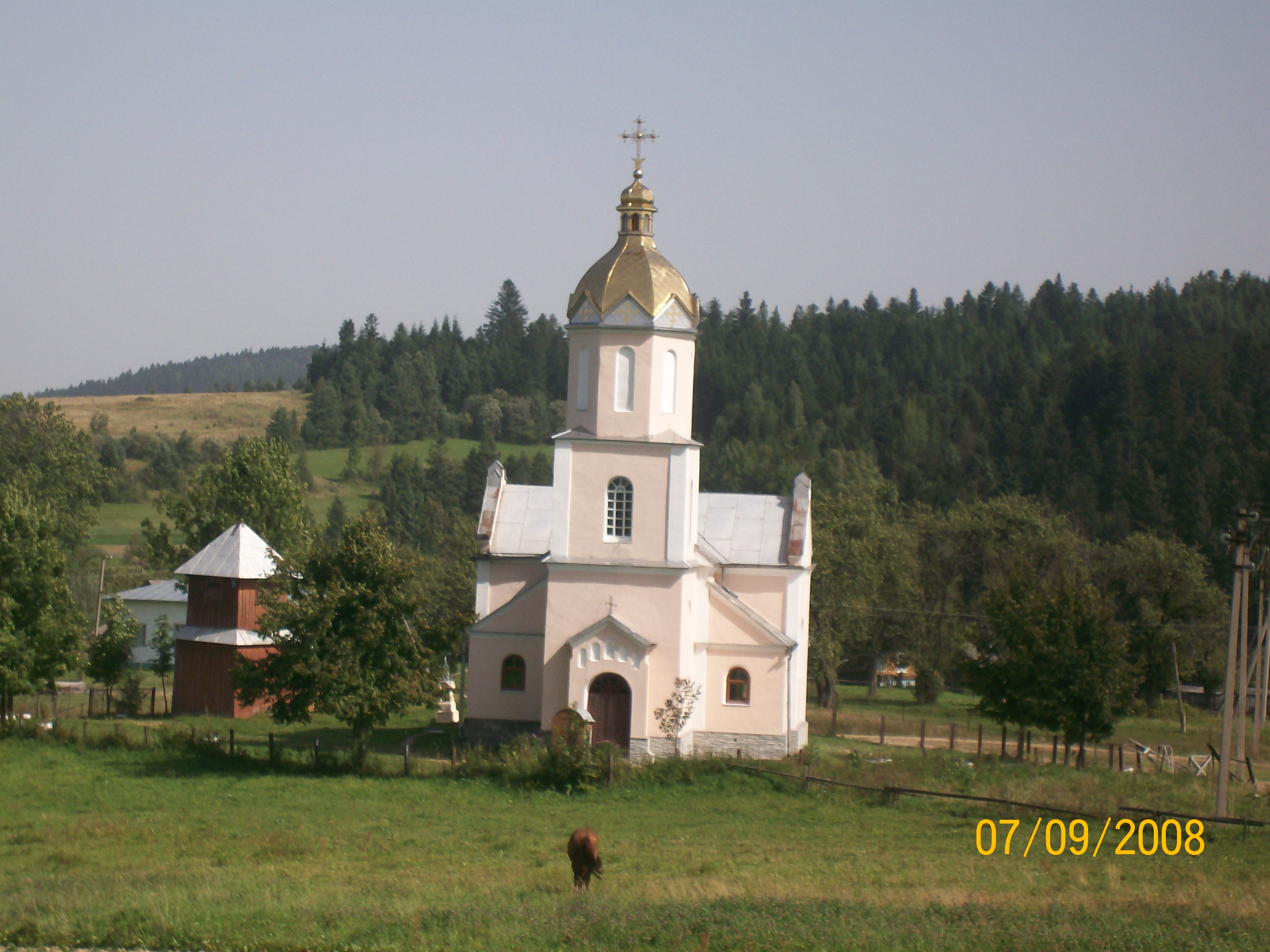
Сільська церква

У 1928 р. в селі мешкало 1004 особи, серед них — 6 євреїв та 120 учнів місцевої школи.
Сучасний герб затверджений 3 серпня 1998 р. рішенням N 13 II сесії сільської ради XXIII скликання. У золотому полі чорний віл із червоними рогами, над ним дві лазурові волошки. Щит обрамований декоративним картушем і увінчаний золотою сільською короною. Автор — А. Ґречило. Дві волошки є асоціативним символом, а також уособлюють два села, підпорядковані сільській раді.
На печатках Волошинова з XIX ст. було зображення вола.

## Відомі люди
- Коцан Ігор Ярославович — доктор біологічних наук, професор, ректор Волинського національного університету ім. Лесі Українки.
- Пірко Василь Олексійович — український історик.
- Половчак Володимир Михайлович — американець українського походження, який у дитинстві став центром юридичної справи Половчак проти Міза[en] після того, як у 12 років відмовився покинути Сполучені Штати і повернутися з батьками до Української РСР, яка входила тоді до складу СРСР.